# Comitatul Escambia, Alabama
Comitatul Escambia (în engleză Escambia County) este un comitat din statul Alabama, Statele Unite ale Americii, cu o populație de 29.485 de locuitori.

## Autostrăzi majore
- Interstate 65
- U.S. Highway 29
- U.S. Highway 31
- State Route 21
- State Route 41
- State Route 113

## Comitate adiacente
- Conecuh County (nord)
- Covington County (est)
- Okaloosa County, Florida (sud-est)
- Santa Rosa County, Florida (sud)
- Escambia County, Florida (southwest)
- Baldwin County (vest)
- Monroe County (nod-vest)